# Atlético Progresso Clube
Atlético Progresso Clube is een Braziliaanse voetbalclub uit Mucajaí in de staat Roraima. De club werd in 1959 opgericht. De club speelde van 195 tot 2009, met uitzondering van seizoen 2007 in het Campeonato Roraimense. Hierna werd de club terug een amateurclub. In 2018 keerde de club terug naar het profvoetbal, maar gaf daarna weer verstek voor seizoen 2019. 